# Ulrike Lunacek
Ulrike Lunacek (Krems an der Donau, 26 de maig de 1957) és una política austríaca. És vicepresidenta del 8è Parlament Europeu, diputada del grup Els Verds/Aliança Lliure Europea des de l'any 2009 i cap de la delegació del partit austríac Els Verds a la mateixa cambra. Lunacek és ponent per Kosovo i copresidenta de l'intergrup sobre drets LGBT i membre de la comissió d'Afers Exteriors i substituta en la comissió de Llibertats Civils, Justícia i Afers d'Interior.

## Biografia
Entre 1967 i 1975 Lunacek va estudiar a l'escola de secundària del segon districte de Viena. A més a més, va passar un any (1973-1974) com a estudiant dels AFS Intercultural Programs en una escola de secundària de Boone (Iowa, EUA). El 1975 va començar a estudiar interpretació (anglès i castellà) a la Universitat d'Innsbruck i es va graduar l'any 1983. Durant aquest temps, va participar en l'establiment de dones refugiades a Innsbruck i va fer treball social. Des de 1984 a 1986 va ser assessora de l'organització Frauensolidarität ("Solidaritat entre les Dones") a Viena. Després, Lunacek va ser editor de la revista Südwind i responsable de premsa del Servei Austríac d'Informació per al Desenvolupament de la Política (ÖIE). A més a més, va treballar com a traductora i periodista.
El 1994 Lunacek va ser delegada d'ONG de la Conferència Internacional sobre Població i Desenvolupament del Caire i un any més tard va coordinar el gabinet de premsa de les ONG a la Quarta Conferència Mundial sobre les Dones de Pequín.

## Carrera política
La carrera política den Lunacek va començar el 1995 amb la presentació d'"Apel·lar a la raó", organitzat pel Fòrum de Lesbianes i Gais Austríac al Palau Auersperg, i la seva primera candidatura per al Partit Verd, on va ser la gerent comercial federal de 1996 a 1998.

### Diputada al Nationalrat (1999-2009)
De 1999 a 2009, Lunacek va ser diputada del Nationalrat i la portaveu del grup Verd sobre política exterior i de desenvolupament, així com sobre igualtat per a lesbianes, gais i persones trans. També a partir de 1999, va ser vicepresidenta del Comitè d'Afers Exteriors. Com a primera política obertament lesbiana en el Parlament Austríac, també és membre de l'organització Grünen Andersrum. El 1980 va fer pública la seva homosexualitat. Des de 1994 viu amb una peruana. El 5 maig 2006 Lunacek va ser escollida copresidenta del Partit Verd Europeu a Hèlsinki, una posició que va ocupar durant tres anys. El 28 d'octubre de 2008 es va convertir en vicepresidenta del grup parlamentari verd d'Àustria i va ser la nominada favorita per a les eleccions al Parlament Europeu de 2009.

### Eurodiputada (2009-actualitat)
El 14 juliol 2009 Lunacek es va ser nomenada cap de la delegació dels Verds d'Àustria. És membre de la comissió d'Afers Exteriors, la de Drets de la Dona i Igualtat de Gènere i de la Delegació a les Comissions Parlamentàries de Cooperació UE-Armènia, UE-Azerbaidjan i UE-Geòrgia. A més, és membre suplent de la comissió de Llibertats Civils, Justícia i Afers d'Interior, de la Delegació per a les Relacions amb Albània, Bòsnia i Hercegovina, Sèrbia, Montenegro i Kosovo i de la Delegació a l'Assemblea Parlamentària Euronest. D'altra banda, és ponent del Parlament per Kosovo i la portaveu d'afers exteriors del grup Els Verds/Aliança Lliure Europea.
Com a copresidenta de l'Intergrup del Parlament Europeu sobre Drets LGBT, Lunacek també lluita pels drets de lesbianes, gais, bisexuals i persones trans. A més, és membre de l'Intergrup del Parlament Europeu sobre el Sàhara Occidental. El 2011 European Voice va informar que Lunacek, amb el suport dels assessors de Catherine Ashton, havia sol·licitat ser cap de l'oficina del Servei Europeu d'Acció Exterior a Kosovo, però després se li va dir que no podia ser escollida per no ser diplomàtica.
El febrer de 2013 Lunacek va ser elegida vicepresidenta del grup Els Verds/ALE al Parlament Europeu. Des 2014, també és un dels catorze vicepresidents del Parlament Europeu. En aquesta capacitat, està al càrrec del Premi Sàkharov i representa el Parlament en les qüestions relatives als Balcans Occidentals.

### Informe Lunacek
El 2013 va defensar una resolució no vinculant sobre "salut i drets sexuals i reproductius". En ella, demanava una "educació sobre les relacions i la sexualitat apropiada per a l'edat i sensible pel gènere […] per a tots els nens i adolescents" i feia referència a un document coescrit per l'Organització Mundial de la Salut on alguna informació sobre sexualitat es considera apropiada des dels quatre anys. Després de certa controvèrsia, el Parlament Europeu va aprovar aleshores una versió modificada que declarava que l'educació sexual era competència dels estats membres. Lunacek va titllar els oponents de l'informe com a "fanàtics de dreta" i va afirmar que els grups estaven en contra del "dret de la dona a una vida sexual i reproductiva segura i saludable".

## Premis i reconeixements
- Gran Condecoració d'Or per Serveis a la República d'Àustria (2009)
- Premi Rosa Courage (2013)